# Einband-Europameisterschaft 1960

Logo CEB (ausrichtender Verband)

Veranstaltungsort: Terrassa

Die Einband-Europameisterschaft 1960 war das 11. Turnier in dieser Disziplin des Karambolagebillards und fand vom 4. bis zum 8. Mai 1960 in Terrassa statt. Es war die vierte Einband-Europameisterschaft in Spanien.

## Geschichte
Da bei Punktegleichheit die Stichpartie abgeschafft wurde, gab es diesmal ein extrem spannendes Turnier. Vom ersten bis zum sechsten Platz gab es lediglich zwei Matchpunkte Unterschied. Aufgrund des besseren Generaldurchschnitts (GD) gewann René Vingerhoedt bereits seinen sechsten, davon vier in Folge, EM-Titel im Einband. Vor der letzten Spielrunde führte der Spanier Joaquín Domingo mit nur einer Niederlage gegen Bert Teegelaar noch das Klassement an und musste gegen Vingerhoedt ein Unentschieden zum Titelgewinn erreichen. Hier zeigte der Belgier wieder einmal seine guten Nerven und gewann mit 200:171 in 54 Aufnahmen. Punktgleich Dritter wurde der Niederländer Teegelaar. Der deutsche Teilnehmer Norbert Witte, der die beiden beruflich verhinderten Walter Lütgehetmann und August Tiedtke vertrat,  kam mit fünf Siegen und drei Niederlagen auf Platz sechs.

## Turniermodus
Hier wurde im Round Robin System bis 200 Punkte gespielt. Es wurde mit Nachstoß gespielt. Damit waren Unentschieden möglich.
Bei MP-Gleichstand wird in folgender Reihenfolge gewertet:
1. MP = Matchpunkte
2. GD = Generaldurchschnitt
3. HS = Höchstserie

## Abschlusstabelle

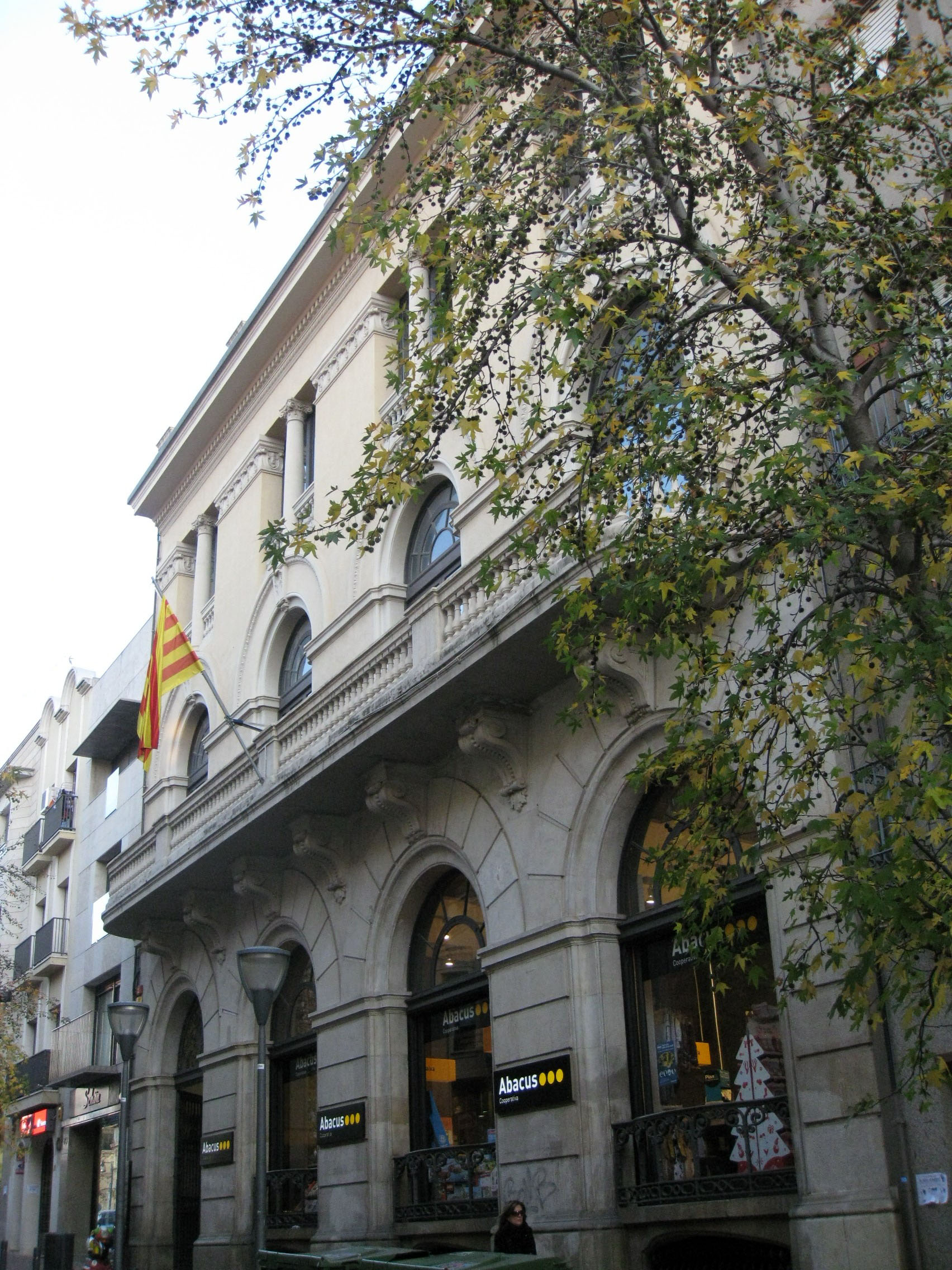
Grand Casino de Commerce

| MP    | Match Points (Sieger = 2; Unentschieden = 1; Verlierer = 0) |
| Pkte. | Erzielte Karambolagen                                       |
| Aufn. | Benötigte Versuche                                          |
| GD    | Generaldurchschnitt                                         |
| BED   | Bester Einzeldurchschnitt eines Spielers                    |
| HS    | Höchstserie                                                 |
|       | Bester GD des Turniers                                      |
|       | Bester ED des Turniers                                      |
|       | Beste HS des Turniers                                       |
|       | 1. Platz (Gold)                                             |
|       | 2. Platz (Silber)                                           |
|       | 3. Platz (Bronze)                                           |

| Platz                     | Name              | MP   | Pkte. | Aufn. | GD   | BED  | HS |
| ------------------------- | ----------------- | ---- | ----- | ----- | ---- | ---- | -- |
| 1                         | René Vingerhoedt  | 12:4 | 1595  | 294   | 5,42 | 8,69 | 52 |
| 2                         | Joaquín Domingo   | 12:4 | 1515  | 349   | 4,34 | 5,40 | 28 |
| 3                         | Bert Teegelaar    | 12:4 | 1524  | 361   | 4,22 | 5,71 | 40 |
| 4                         | Laurent Boulanger | 10:6 | 1497  | 315   | 4,75 | 6,89 | 51 |
| 5                         | Johann Scherz     | 10:6 | 1464  | 349   | 4,19 | 5,40 | 31 |
| 6                         | Norbert Witte     | 10:6 | 1338  | 358   | 3,73 | 4,65 | 41 |
| 7                         | José Gálvez       | 4:12 | 1219  | 367   | 3,32 | 4,08 | 55 |
| 8                         | Henri Touzette    | 2:14 | 1031  | 399   | 2,58 | 3,07 | 19 |
| 9                         | Alfredo Alhinho   | 0:16 | 1065  | 380   | 2,80 | –    | 19 |
| Turnierdurchschnitt: 3,86 |                   |      |       |       |      |      |    |